# Jardín Botánico de Fort Worth

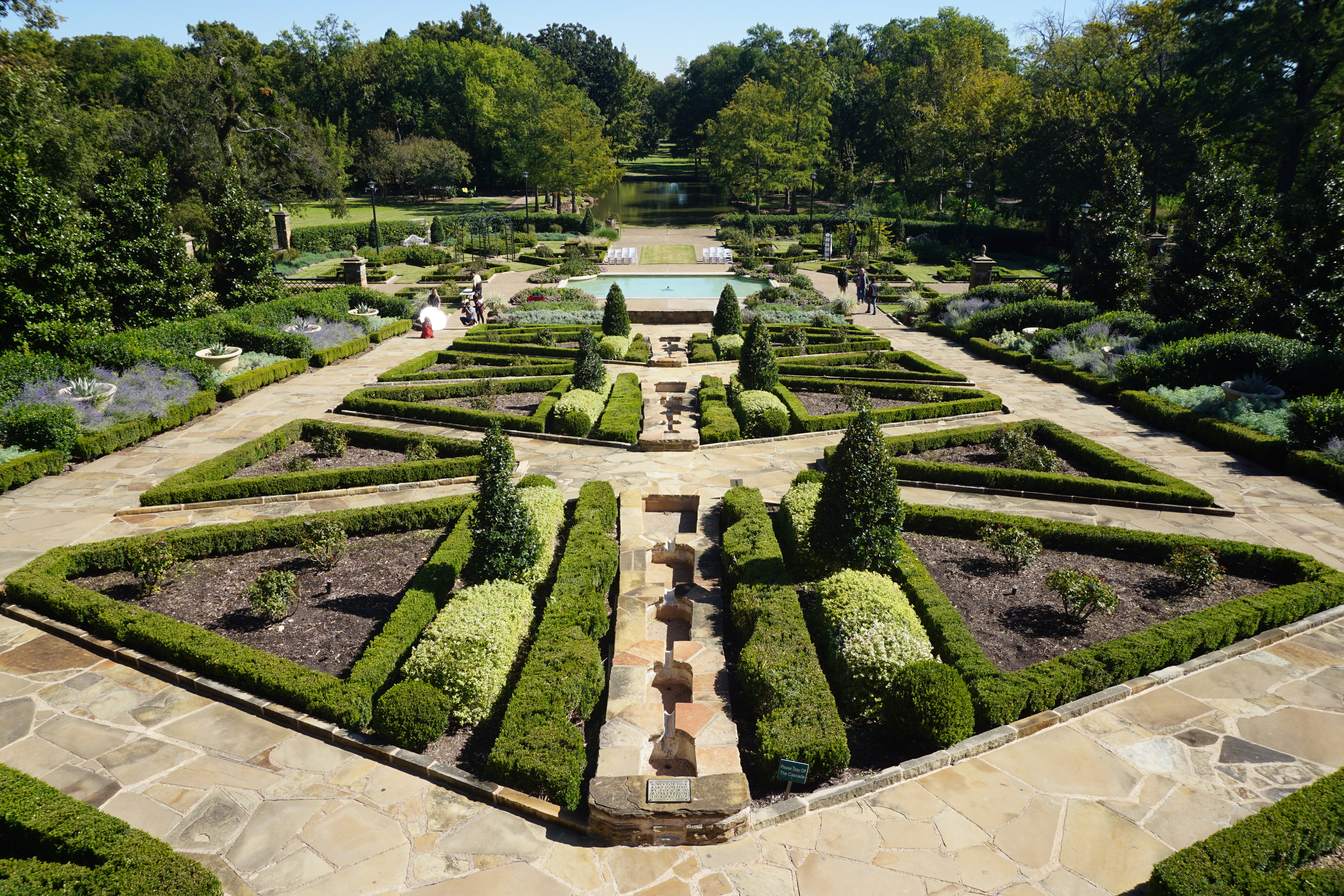
Rosaleda

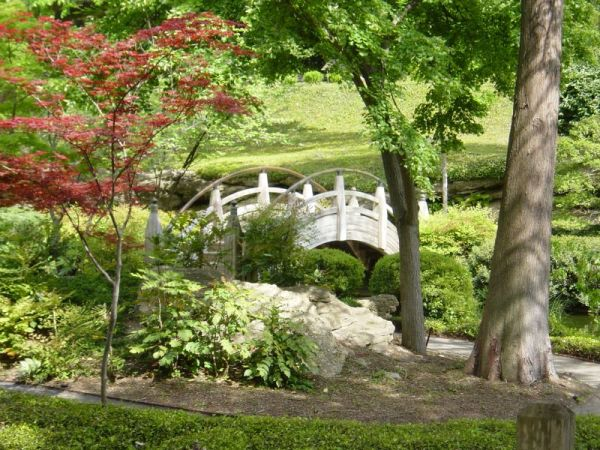
Puente de madera con arco de estilo japonés en el Worth Botanic Garden.

El Jardín Botánico de Fort Worth (en inglés: Fort Worth Botanic Garden) es un jardín botánico de 109 acres (44 hectáreas) de extensión, que se encuentra en Fort Worth, Texas, Estados Unidos. Su código de reconocimiento internacional como institución botánica, así como las siglas de su herbario es FORTW.

## Localización
Fort Worth Botanic Garden 3220 Botanic Garden Drive, Fort Worth, Tarrant County, Texas TX 76107, United States of America-Estados Unidos de América.32°26′23.9994″N 97°12′35.64″O / 32.439999833, -97.2099000
Se encuentra abierto a diario, pagando una tarifa de entrada para el invernadero y el jardín japonés. El resto de jardines son de visita libre sin pago de tarifa. 

## Historia
El jardín botánico fue creado en 1934, y se describen a sí mismos como el jardín botánico más antiguo de Texas.

## Colecciones
El jardín botánico alberga 2,501 especies de plantas nativas y exóticas en sus 21 jardines temáticos. Además de sus áreas arboladas, entre sus jardines se incluyen:Rosaleda
- Invernadero (con 10,000 pies cuadrados) - exhibiciones de orquídeas tropicales, bromelias, y árboles.
- Jardín de las cuatro estaciones - cientos de variedades de Iris, Hemerocallis, y Chrysanthemum.
- Jardín de las Fragrancias - un jardín pequeño con olorosas flores y fuente.
- Jardín Fuller - sendas y prados; lugar de celebración de bodas fiestas al aire libre.
- Jardín japonés (7 acres; creado en 1970) - el Fort Worth Japanese Garden, con tres estanques de peces koi, cascada, puentes, casa de té, pagoda, pabellones, jardín de meditación.
- Rosaleda Lower - rosaleda jardín inspirado por la Villa Lante (Italia).
- Rosaleda Oval - cientos de rosas; renovado en el 2002.
- Jardín de plantas perennes - plantas perennes con una colección de plantas de uso en la cocina, además de estanques y una pequeña cascada.
- Jardín de pruebas - jardín de evaluación de cientos de especies de plantas perennes.
- Jardín ahorrador de agua - jardín de exhibición de xeriscape.
- Entrada Water Wise - jardín de la entrada con agave, Texas sage (Leucophyllum frutescens), Salvia greggii, Mexican Bush sage (Salvia leucantha), red yucca (Hesperaloe parviflora) y Esperanza (Tecoma stans).

El jardín alberga un banco de germoplasma de especies de Begonia, creado y mantenido para prevenir la pérdida de especies de Begonia.